# 자동긴급제동장치

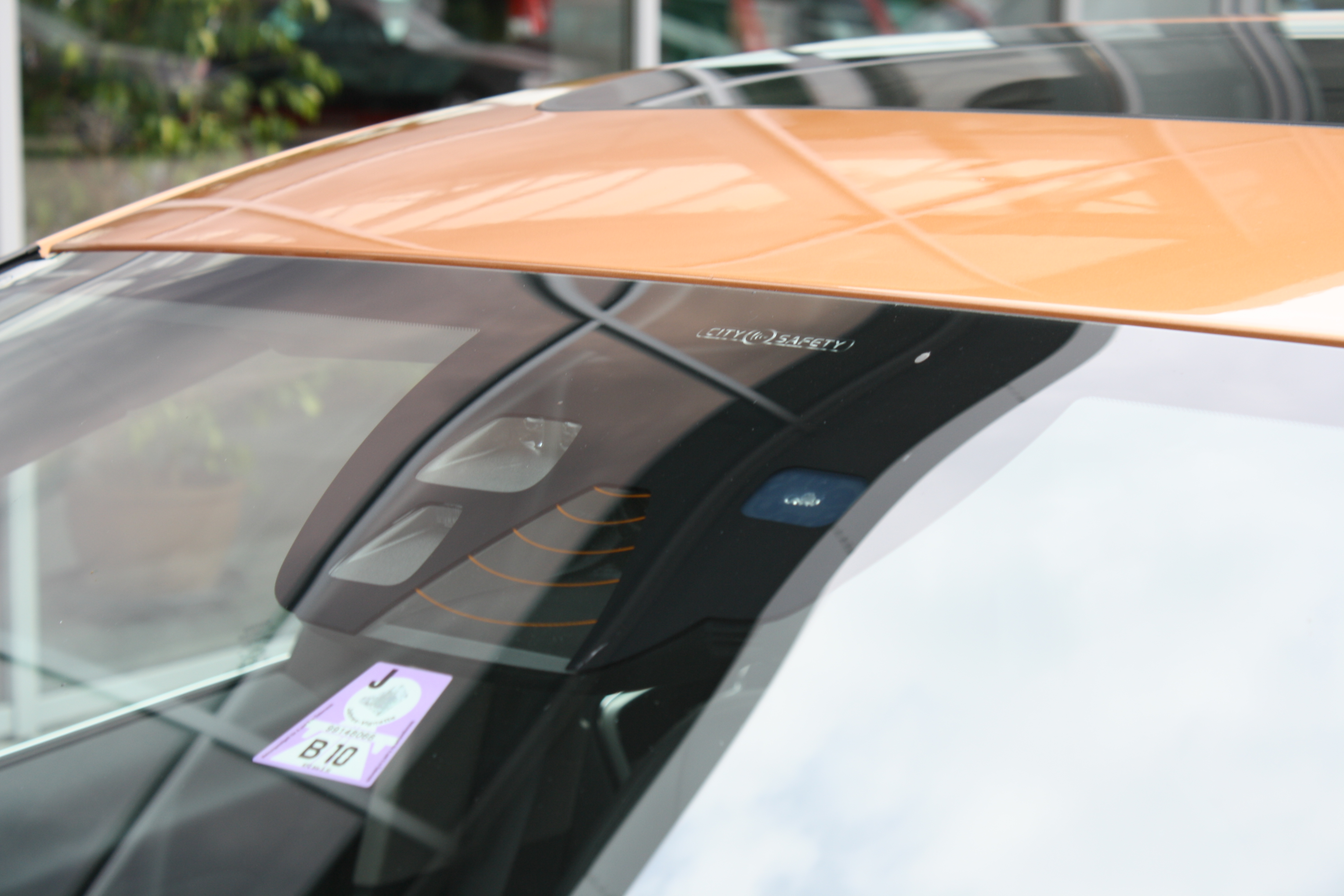
AEB가 장착된 2010년형 볼보 S60

자동긴급제동장치(autonomous emergency braking, AEB)는 졸음운전 방지 장치이다.

## 역사
2014년, 만도가 한국에선 최초로 AEB 시스템을 개발해서 현대자동차의 신형 제네시스에 장착했다.
2015년, 미국가교통안전위원회(NTSB)는 "자동 충돌방지 시스템(AEB: Autonomous Emergency Brake System) 장착을 통해 자동차 사고 피해를 최대 80%까지 줄일 수 있다"고 강조하며, 자동 충돌방지 시스템을 신차안전도 평가항목으로 신설하도록 미국 정부에 건의했다. 만도의 AEB를 장착한 제네시스는 미국 고속도로안전보험협회(IIHS)에서 실시한 전방 충돌평가에서 BMW 5시리즈, 메르세데스-벤츠 E클래스와 함께 가장 높은 슈페리어 등급을 획득했다.
2018년 기준으로, 벤츠는 새로 판매중인 91.6%의 차량에 AEB를 적용했다. 토요타는 59%에 AEB를 넣었다.
현대 기아차는 2020년까지 양산하는 승용차 전차종에 전방충돌방지보조(AEB) 장치를 기본 적용한다.
포드가 2022년까지 미국에서 판매하는 모든 자동차에 자동긴급제동장치(AEB)를 적용한다. AEB는 차량이 레이다 센더를 이용해 전방의 장애물을 스스로 감지, 이를 운전자에게 알리거나 스스로 멈추는 기능이다.
2018년 1월 9일, 한국의 에이다스원은 미국 라스베이거스에서 애프터마켓용 AEB 시스템을 공개했다. 에이다스원의 AEB 시스템은 딥러닝(Deep Learning) 기반의 자율주행 AI 기술을 접목한 것으로 전방카메라와 레이다 센서를 통해 인식된 주행 상황에서 차간 거리가 필요 이상으로 가까워지면 경보음을 울려 1차적으로 경고를 한다. 만일 운전자가 이에 반응을 보이지 않으면 브레이크에 연결된 엑추에이터를 통해 제동을 가할 수 있다. 세계 최초로 AEB가 없는 구형 차량에 AEB를 장착할 수 있게 되었다.
2016년 7월 17일, 영동고속도로 봉평 터널에서 관광버스 기사 방모씨(남자, 57세)가 졸음운전을 하여 5중 추돌사고를 내었다. 20대 여성 4명이 사망하고 30명이 넘는 부상자가 발생했다. 대부분의 고속버스에는 AEB가 없다.
2017년 7월 9일, 경부고속도로에서 광역버스 기사 김모씨(남자, 51세)가 졸음운전을 하여 7중 추돌사고를 내었다. 2명이 숨지고 16명이 부상했다. 이 사건으로 AEB 의무장착을 입법화 하자는 논쟁이 일어났다.
2018년, 경찰청 통계에 의하면, 최근 5년 동안 1만2539건의 졸음운전 교통사고가 발생하여 566명이 사망하였다. 졸음운전 교통사고 사망률은 4.51%로 음주운전 교통사고 사망률 2.58%보다 2배 가까이 높은 수치를 보였다.
2018년 4월 12일, 세계 최초로 구형 차량에도 AEB를 장착할 수 있는 제품을 개발한 에이다스원이 국토교통부의 차로이탈경고장치 보조사업 대상 사업자에 선정되었다. 고속버스의 졸음운전에 의한 참사를 방지하기 위해, 정부는 9m 이상의 버스와 총중량 20톤 초과 화물차를 대상으로 LDWS 등 ADAS 장착을 2020년부터 의무화했다.

## 같이 보기
- 어댑티브 크루즈 컨트롤
- 전자 제어 주행 안정 장치
- 차선 유지 보조 시스템